# Just Heinrich Mangold
Just Heinrich Mangold (* in Allendorf an der Werra; † 1. Januar 1742 in Rinteln) war ein deutscher Professor der Medizin und Physik an der Universität Rinteln.

## Leben
Nach dem Studium der Medizin an der Universität in Erfurt wurde er dort 1681 promoviert. Von 1697 bis 1731 war er Professor der Physik und Medizin an der Universität Rinteln. Die wenigen, noch erhaltenen Vorlesungsverzeichnisse dieser Universität weisen Mangold als Lehrstuhlinhaber im SS 1697 und WS 1697/98 aus, in denen er Medizin und Mathematik lehrte. Als Professor der Physik betrieb er 1698 gemeinsam mit seinen Studenten die Anschaffung eine Vakuumluftpumpe für Experimentierzwecke. Sein Jahresgehalt als Lehrstuhlinhaber im Jahre 1714 belief sich auf 150 Reichsthaler.
Mangold trat als Erfinder, Autor und Beiträger der Zeitschrift Remarquable Curiosa hervor, in der er seit 1719 über eine ganze Reihe seiner technischen Erfindungen berichtete. 1736 wird in einem Brief erwähnt, dass der Dachboden seines Hauses am Marktplatz in Rinteln zu diesem Zeitpunkt mit einer „großen Maschine“ ausgefüllt gewesen sei. Allerdings haben sich neben seiner Antrittsvorlesung am 18. August 1697 und zwei weiteren gedruckten Reden in seinen insgesamt 34 Dienstjahren in Rinteln gerade einmal zehn Disputationen erhalten, was in deutlichem Unterschied zur Zahl der Publikationen seiner Kollegen stand.
Überdies löste eine von Mangold 1730 betreute medizinische Dissertation einen Fakultätenstreit und heftige Auseinandersetzungen mit den Theologen aus. Diese sahen grundlegende Prinzipien des christlichen Glaubens in einigen Aussagen der Dissertation verletzt und bestanden erfolgreich auf der Ausübung ihres Zensurrechts und auf einem Redeverbot für Mangold als Vorsitzendem. Gleichwohl waren diese Ereignisse aber wohl nicht der Grund für die Absetzung Mangolds 1731. Ausschlaggebend für seine Entlassung aus dem Universitätsdienst scheint vielmehr eine mit der Academia Ernestina in Rinteln in keinem direkten Zusammenhang stehende Privatangelegenheit gewesen zu sein, in deren Verlauf Mangold im September 1731 in Peine in Schuldhaft geriet. Erst 1736 wurde Mangold aus der Haft entlassen und konnte, seine Ehe war längst zerrüttet, mit seiner Geliebten nach Rinteln zurückkehren. Bis zu seinem Tode 1742 beklagte er seine unschuldige Inhaftierung.

## Schriften
- Auspicio Solius Dei Ter Optimi, Ter Maximi, Indultu & Authoritate Splendidissimi Medicorum Ordinis In Illustri Electorali Universitate Erfurtina Pro Licentia Summos in arte Apollinea titulos … hanc de Delirio Dissertationem Inauguralem Medicam … submittit Iustus Henricus Mangoldt, Allendorffensis ad Salinas Hassus, Respondente Johanne Ulrico Bilstein, Corbacco-Waldecco … Die 23. Decembr. Anni 1681
- Auspiciis Sacratissimae Caesareae Maiestatis, Principali Authoritate Eminentissimi & Serenissimi Principis Ac Domini Dn. Anselmi Francisci, Sacrae Sedis Moguntinae Archiepiscopi … Procancellario … Dn. Johanne Daniele Gudeno, Episcopo Uticensi … Casparus Cramer, Medicinae Doctor … Viris Nobilis, Clarissimis & Experientissimis Dn. Tobiae Ernesto Beerwinckel … Dn. Martino Rund … Dn. Johanni Henrico Ziehn … Dn. Iusto Henrico Mangold … Doctoratus Medici Lauream … publice conferet … Anni MDCLXXXII
- Oratio Inauguralis De Beneficiis Hassiae Nostrae Naturalibus [Mangold, Just Heinrich; Carolus Primus, Rinteln 1698]
- Dissertatio Inauguralis Physico-Medica De Affectus Variolosi Natura Et Cura … Dn. Justo Henrico Mangold … Jacobus Wilhelmo FAUST … 1698 Rintelii
- Disputatio medico-chirurgica inauguralis De vulnere lethali [Mangold, Just Heinrich; Vasmar, Daniel Philipp, 1701]
- Dissertatio Inauguralis Medico-Chymica, De Tincturis Alcalicis [Mangold, Just Heinrich; Schmidt, Johann J., 1710]

siehe auch: BVB (Bibliotheks-Verbund-Bayern) Gateway mit 7 Publikationsnachweisen

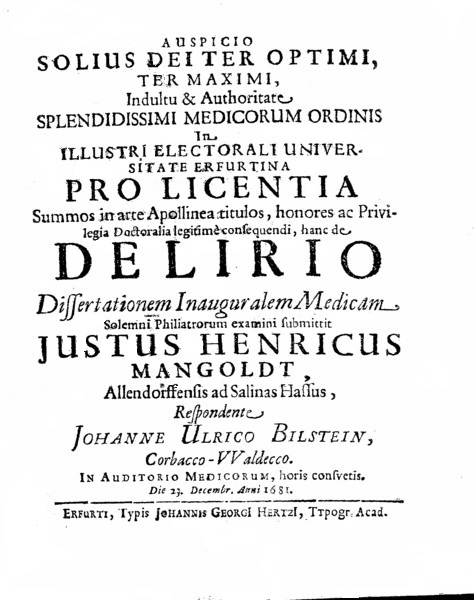
Dissertation Mangolds, Erfurt 1681
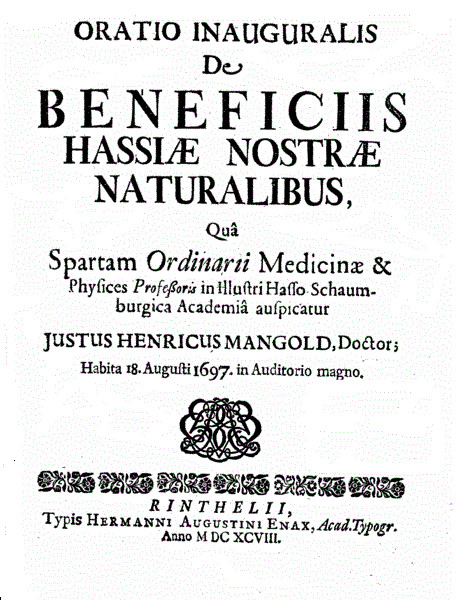
Antrittsvorlesung Mangolds, Rinteln 1698
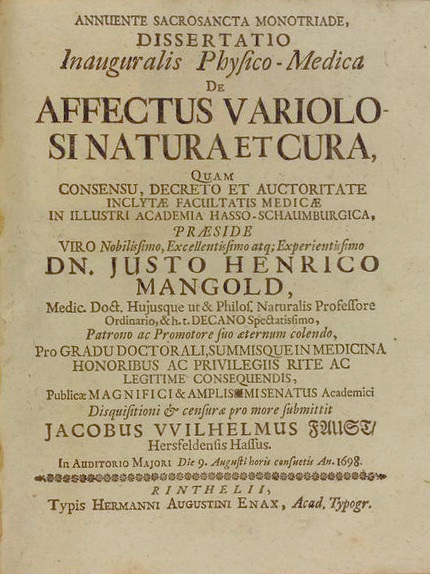
Von Mangold betreute Dissertation J.W. Fausts
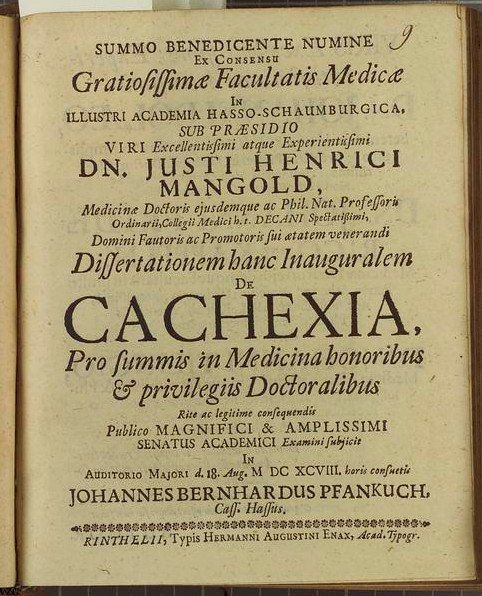
Von Mangold betreute Dissertation J.B. Pfankuchs